# Język nihali
Język nihali (nihalski) – język izolowany używany w Indiach przez blisko 2 tys. osób w stanie Maharasztra, w dystrykcie Buldana. Niekiedy zaliczany do grupy mundajskiej.